# 제나 헤이즈
제나 헤이즈(Jenna Haze, 1981년 2월 22일 ~ )는 미국의 감독, 모델, 전직 포르노 배우다. 2009 AVN상 올해의 여성 퍼포머상 수상자이다.

## 어린 시절
미국 캘리포니아에서 태어난 그가 개인적인 삶은 순탄치 않았다. 부모는 그녀가 매우 어릴때 이혼했고 12살이 되었을 때는 가족을 부양하기 위해 중학교를 그만두어야 했다. 여러 저임금 일자리를 전전하던 그가 15살에 스트리퍼로 활동하기도 했지만 곧 그만두었다. 17살 클럽에서 프로노그래피 관계자를 만나 스카웃되었고 단 이틀만에 첫 작품을 찍었다.

## 경력
19살때 첫 작품을 찍은 이후 그녀의 진가를 알아본 질 켈리 프로덕션과 2002년 2월 독점 계약을 맺었다. 그런데 비슷한 시기에 생긴 남자친구 때문에 거의 3년 동안 레즈비언 작품만 찍었다. 2005년 질 켈리 프로덕션과 재계약을 하지 않고 자유 에이전트가 되었으며 사귀던 남자친구와도 결별했다. 결별 이후에는 쥴스 조던의 제나 헤이즈 다크사이드를 시작으로 남성배우들과 작품 활동을 재개했다. 그리고 거의 공장장 수준으로 수백 편의 작품을 찍어내었다. 2003년에 AVN Award for Best New Starlet (신인상), 2009년에 AVN Award for Female Performer of the Year (올해의 여배우) 등 일일이 나열할 수 없는 수많은 상을 받았으며 2012년에는 AVN 명예의 전당에 올랐다. 2009년에는 Jennaration X Studios라는 자기 회사를 차려서 배우 및 감독으로 활동하였다. 이 회사를 통해 발표된 Just Jenna는 비인기 배우를 끼워 팔지 않고 본인 씬만 계속 나오기 때문에 매우 높은 평가를 받았고 큰 인기를 끌었다.

## 은퇴
그는 2012년 2월 7일 은퇴를 하고 난 뒤에는 배우나 모델 경력을 쌓는다.